# Luzuriagaceae
Luzuriagaceae é o nome botânico de uma família de plantas com flor.
O sistema APG II, de 2003, reconhece esta família e coloca-a na ordem Liliales. Consiste em muito poucas espécies de plantas perenes tropicais.

## Géneros
- Drymophila
- Eustrephus
- Geitonoplesium
- Luzuriaga